# Opferstein von Quoltitz

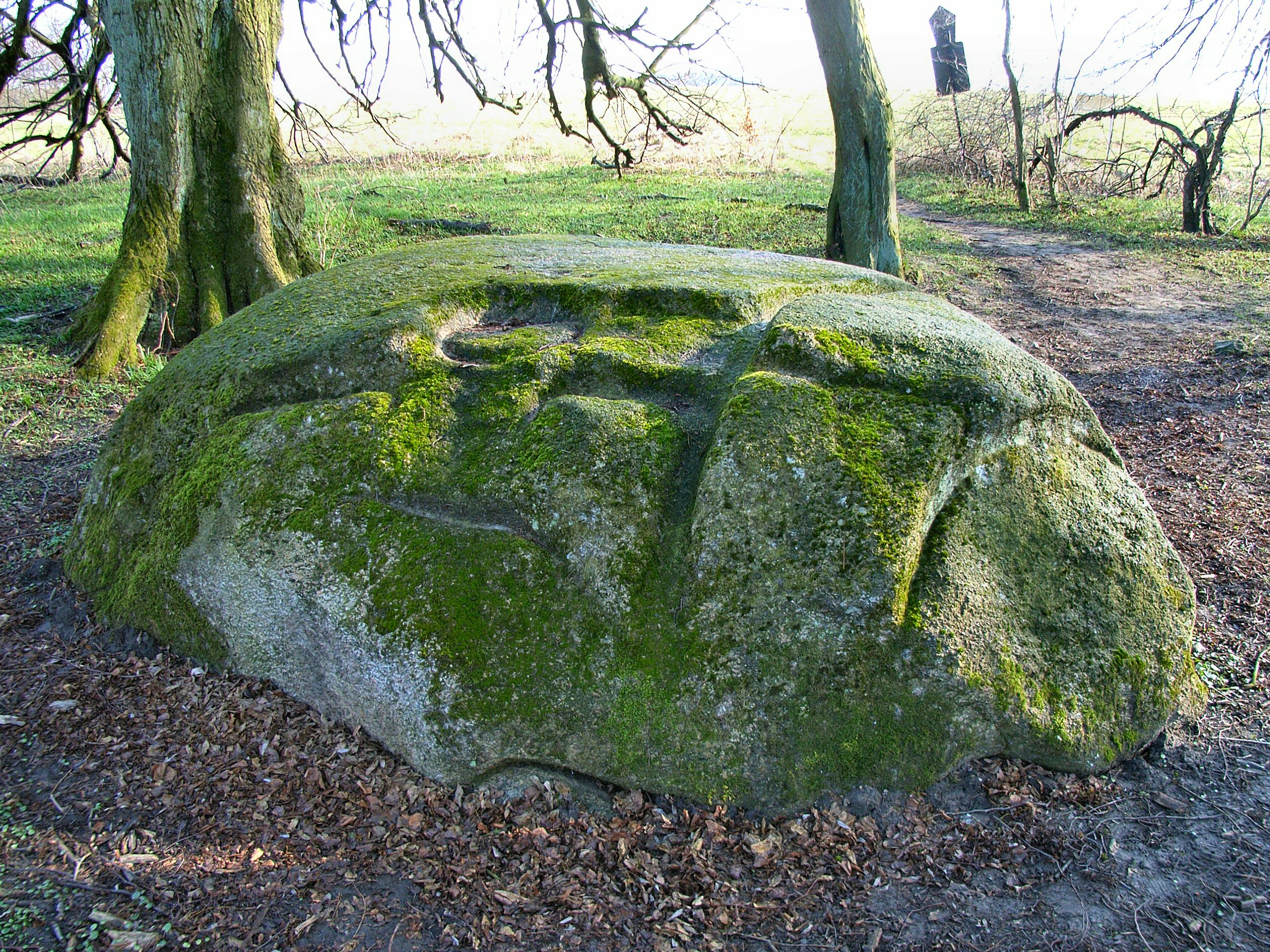
Der Opferstein von Quoltitz

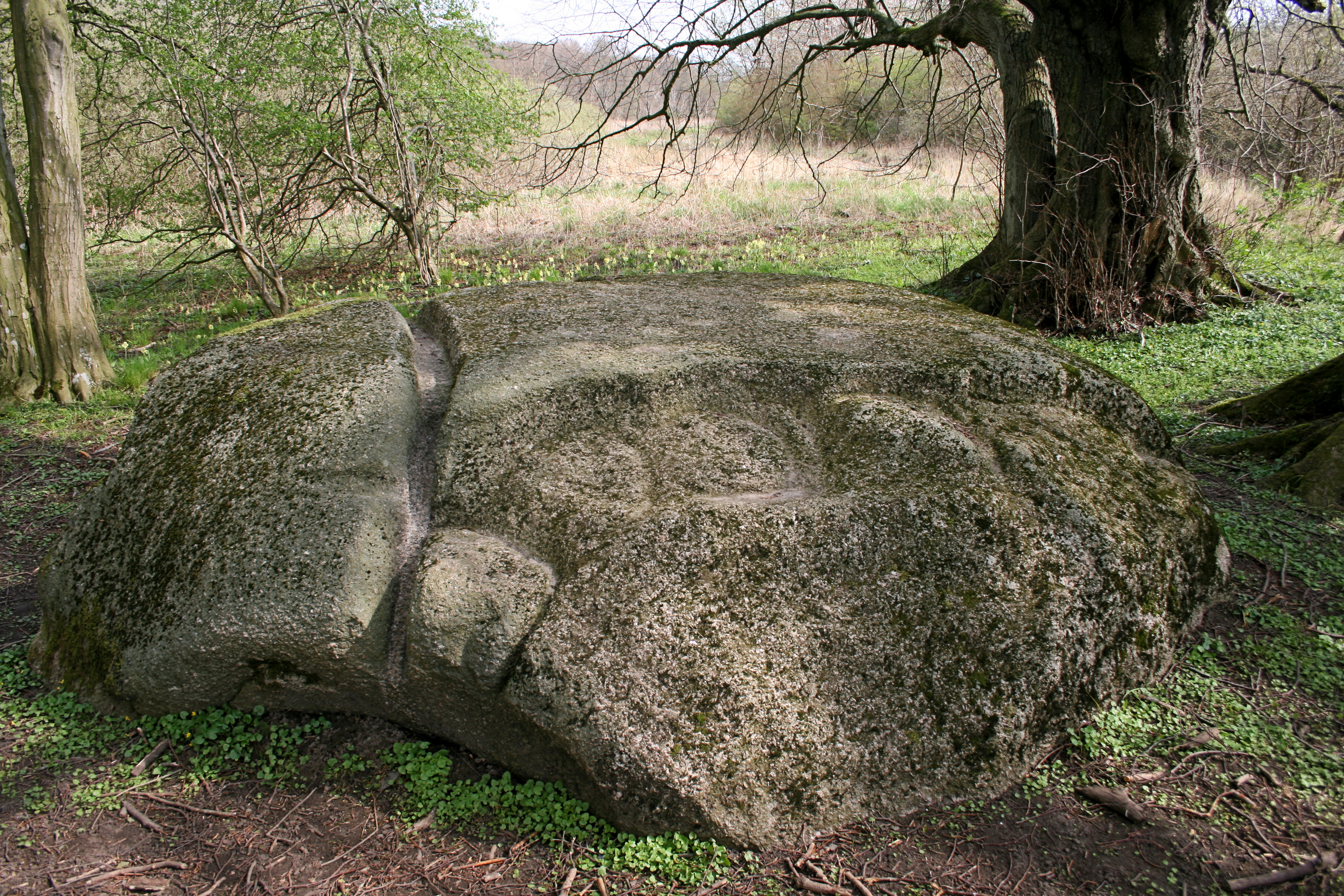
Die sagenumwobene Rinne und Spuren von herausgetrennten Mühlsteinen

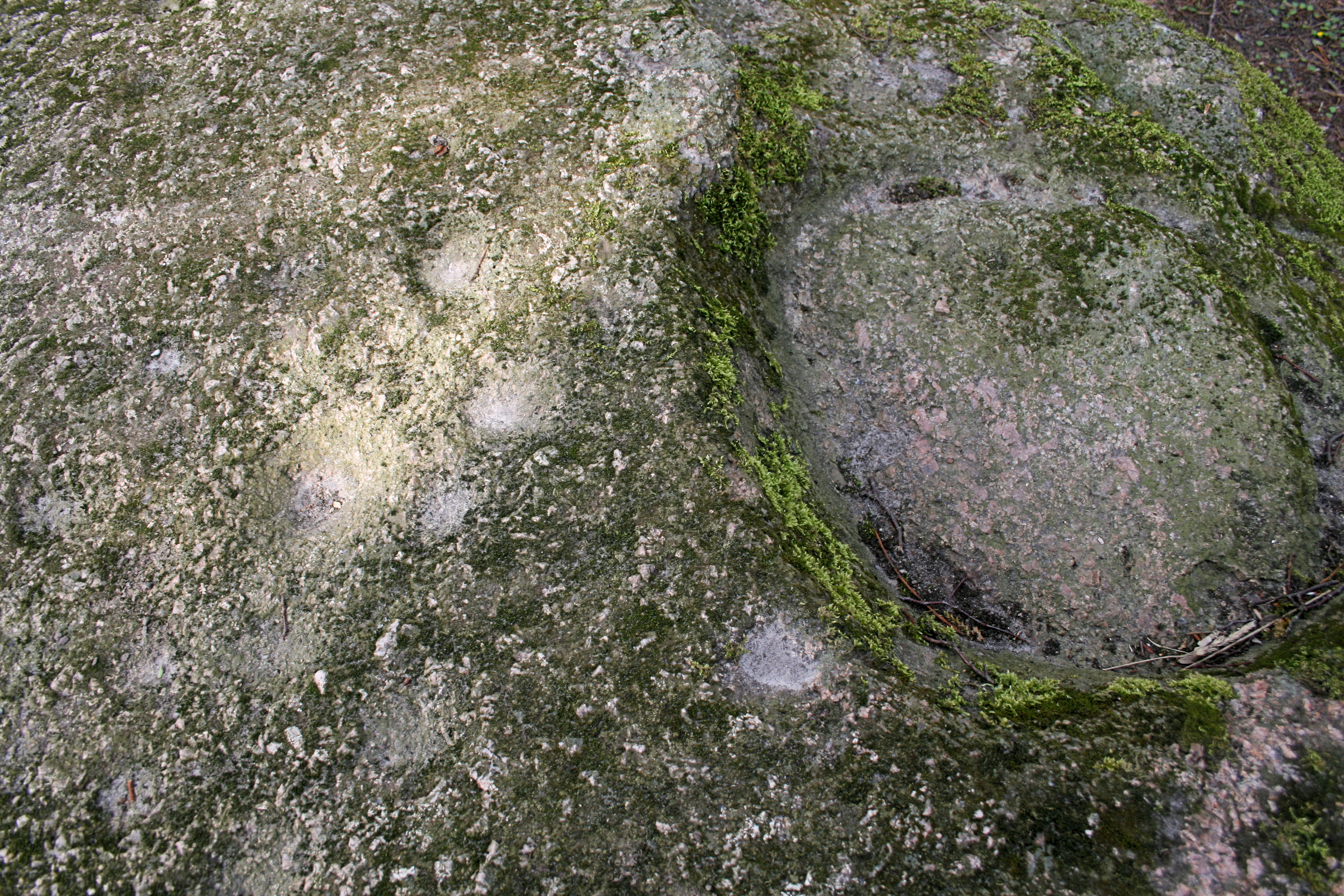
Einige der (Opfer-?)Schälchen und Spuren von einem herausgetrennten Handmühlstein

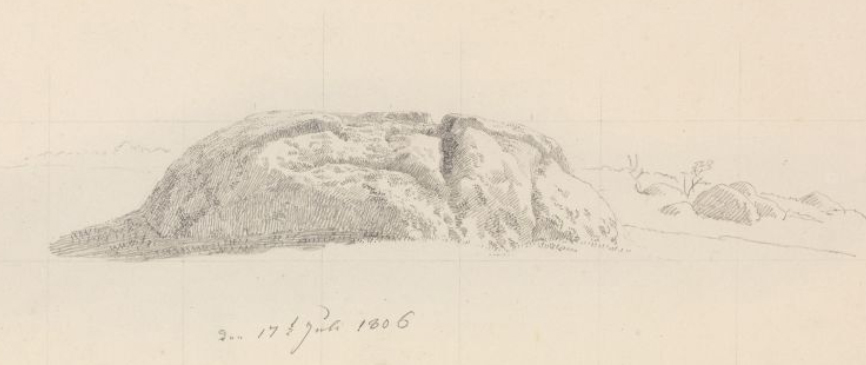
Caspar David Friedrich: Opferstein von Quoltitz, Zeichnung 17. Juli 1806

Der Opferstein von Quoltitz ist ein auffälliger Findling skandinavischen Ursprungs auf der Insel Rügen, nördlich des Ortes Neddesitz (Sagard) in der Gemarkung Quoltitz am Rande des Nationalparks Jasmund, auf dem sich Spuren früher menschlicher Bearbeitung befinden.

## Bedeutung als Naturdenkmal
Der Stein besteht aus Karlshamn-Granit mit großen rosafarbenen Feldspaten, ist etwa 4,80 m lang, 3,9 m breit und 2,80 m hoch. Bei einem Umfang von 13,0 m und einem Volumen von 27 m³ hat er eine Masse von 73 t. Da er durch seine Lage im Schatten, der ihn kreisförmig umstehenden Linden-Baumgruppe, stark durch Flechten und Moose bedeckt ist, sind Details seiner Oberflächenbeschaffenheit relativ schwer zu erkennen. Auf Grund seiner Größe gehört er zu den gesetzlich geschützten Geotopen und ist beim Landesamt für Umwelt, Naturschutz und Geologie Mecklenburg-Vorpommern mit der Signatur „G2 072“ erfasst.

## Kulturhistorische Bedeutung
Der Findling wird im Sprachgebrauch der Inselbewohner von jeher als Opferstein bezeichnet. Wegen der vielfältigen Spuren menschlicher Bearbeitung hat er schon früh die Phantasie der Inselbewohnern angeregt und Überlieferungen wurden von Generation zu Generation weitergetragen. Diese Sagen und Legenden wurden von zahlreichen Heimatforschern und Reiseliteratur-Autoren seit der beginnenden Natur-Romantik am Ende des 18. Jahrhunderts – vom Stil her dem jeweiligen Zeitgeist entsprechend – dankbar aufgegriffen. Das angrenzende, heute nicht mehr vorhandene Gräberfeld und der in der Nähe verlaufende Bach, einst als „Bloodbek“ (Blutbach) bezeichnet, machte so die Stätte als einen Opferplatz geradezu perfekt.
Erstmals wurde der Opferstein 1797 von Karl Nernst (1775–1815), einem Studienfreund Ernst Moritz Arndts (1769–1860) und Schüler von Ludwig Gotthard Kosegarten (1758–1918), beschrieben und am 17. Juli 1806 von Caspar David Friedrich (1774–1840) gezeichnet. 1816 stellte Caspar David Friedrich den Stein in einem seiner Ölgemälde (auf Leinwand) dar. Dieses Gemälde trägt den Namen „Opferstein bei Quoltitz im Morgenrot“, wurde 1816 gemalt, war seit 1832 in Königsberger Privatbesitz und gilt als verschollen. Die oben erwähnte Zeichnung von 1806 stellte die Grundlage dieses Gemäldes dar, welches in seinem Dresdener Atelier entstanden ist.
Karl Nernst hat 1797 in seinen „Wanderungen durch Rügen“, die er durch seinen Freund und Gönner Ludwig Gotthard Kosegarten herausgeben ließ (1800), den Opferstein von Quoltitz folgendermaßen erwähnt:

„Westlich von den Quoltitzer Bergen und zwar am Fuße derselben mitten in einem tiefen weiten Thale, welches ein erhabener Hügelring und niedrige Gesträuche einschließen, findet man einen großen gewiß uralten Opferstein — eine denkwürdige Reliquie des frommen Wahnes unserer Vorältern. Es ist ein roher Granitblock, dessen größte Länge Sechzehn Fuß, und größte Breite ohngefähr zwölf Fuß betragen mag Nicht weit von dem Einen Ende desselben ist quer über in den Rücken eine breite tiefe Furche eingemeisselt, welche als eine ordentliche Rinne das dampfende Blut der über diesem Steine geschlachteten Opferthiere (und Menschen) fast bis zur Erde herableitete, wo der Priester alsdann solches in geweihten Schaalen auffieng, und aus dessen Farbe und Beschaffenheit die Geschichte der Zukunft las. …“

Johann Jacob Grümbke, Begründer der rügenschen Heimatforschung, beschrieb den Findling 1805 in seinen Streifzüge durch das Rügenland und 1819 in seinem umfassenden Werk Neue und genaue geographisch-statistisch-historische Darstellungen von der Insel und dem Fürstenthume Rügen.
Auch der Volkskundler und Sagensammler Alfred Haas dokumentierte die Sage vom Opferstein von Quoltitz in seinen Rügenschen Sagen und Märchen.

## Archäologische Forschung
Die Spuren menschlicher Bearbeitung am Opferstein von Quoltitz beinhalten zum einen zahlreiche kleine Vertiefungen mit einem Durchmesser von jeweils 5 bis 6 cm auf der Oberfläche des Findlings, die als Schälchen oder auch „Näpfchen“ bezeichnet werden (auf Rügen „Blutgrapen“ genannt). Diese Schälchen sind sehr frühen Ursprungs und sollten als kultisch-rituelles Geschehnis einzuordnen sein, das wissenschaftlich noch nicht eindeutig erklärbar ist.
Als zweites fällt eine Rinne auf, die ca. 12 cm breit und ebenso tief am nordwestlichen Ende des Steins über diesen verläuft. Über deren Entstehung ist sich die archäologische Forschung uneins. Die einen sehen in ihr den Versuch, den Stein zu teilen, andere schreiben ihr eine rituelle Bedeutung zu. Neuerliche archäologische Funde, darunter Überreste menschlicher Knochen, eine große flächenretuschierte Blattspitze (Feuersteindolch) und mehrere Bernsteinperlen, lassen die Diskussion darüber wieder aufleben, ob es hier nicht doch eine Phase blutiger Opferrituale gab, zumal auch sprachwissenschaftliche Zusammenhänge im Raume stehen. Die Ethnologin, Museologin und Sachbuchautorin Ingrid Schmidt stellte hierzu die Frage in den Raum, ob sich der ansonsten slawisch anmutende Ortsname Quoltitz aus kval (altnordisch), kwaljan (germanisch), quelan (althochdeutsch) in der Bedeutung von Totschlag, Pein, gewaltsamer Tod, Qual herleiten lässt. Namensbildungen aus nordischem Wortstamm und slawischer Endsilbe waren durchaus üblich.
Zahlreiche großflächige flache Abspaltungen weisen darauf hin, dass vermutlich in der ausgehenden Bronzezeit (1000–600 v. Chr.) oder auch noch in der Anfangszeit der slawischen Besiedlung Rügens ab dem 7. Jahrhundert hier versucht wurde, aus dem Stein Trogmühlen (frühe handgetriebene Mühlen zum Schroten und Mahlen von Körnerfrüchten mit Hilfe von Mahlsteinen) zu gewinnen. Möglich wäre es auch, dass das ausgeriebene Steinmehl als eine Art Heilpulver diente, welches kranken Menschen oder erkrankten Vieh verabreicht wurde. Aus Böhmen ist überliefert, wie junge Handwerksburschen an ihre Kirchen gingen und Ziegelmehl aus den Kirchenmauern kratzten. Das Mehl wurde in einem Lederbeutel um den Hals getragen und diente als Talisman zum Schutz vor Verwundung oder Tod. Solche Mulden finden sich auch an vorpommerschen Kirchen.
Historische topographische Karten aus der Zeit, als Rügen in schwedischem Besitz war, lassen erkennen, dass der Opferstein südwestlich eines Sees lag, der wohl spätestens im Zuge der Erschließung, Gewinnung und Verarbeitung der örtlichen Kreidevorkommen am Ende des 19. Jahrhunderts über den Tieschower Bach und den Kaderbach entwässert wurde. Die heutigen Flurnamen der hinterlassenen Feuchtwiesen sind Alte Wiese, Große Wiese und Großes Moor. Der Roisiner Kreidebruch (benannt nach dem benachbarten Turmhügel Roisin) und Reste einer Kreideschlämmerei am Tieschower Bach liegen in unmittelbarer Nähe.
Insofern handelt es sich bei dem Opferstein von Quoltitz um ein prähistorisches Zeugnis menschlichen Wirkens über einen langen Zeitraum.